# Brûlon
Brûlon és un municipi francès situat al departament del Sarthe i a la regió de País del Loira. L'any 2007 tenia 1.445 habitants.

## Demografia

### Població
El 2007 la població de fet de Brûlon era de 1.445 persones. Hi havia 638 famílies de les quals 232 eren unipersonals (84 homes vivint sols i 148 dones vivint soles), 201 parelles sense fills, 178 parelles amb fills i 27 famílies monoparentals amb fills.
La població ha evolucionat segons el següent gràfic:
Habitants censats

### Habitatges
El 2007 hi havia 715 habitatges, 642 eren l'habitatge principal de la família, 23 eren segones residències i 50 estaven desocupats. 566 eren cases i 143 eren apartaments. Dels 642 habitatges principals, 391 estaven ocupats pels seus propietaris, 239 estaven llogats i ocupats pels llogaters i 11 estaven cedits a títol gratuït; 15 tenien una cambra, 57 en tenien dues, 90 en tenien tres, 168 en tenien quatre i 311 en tenien cinc o més. 363 habitatges disposaven pel capbaix d'una plaça de pàrquing. A 322 habitatges hi havia un automòbil i a 224 n'hi havia dos o més.

### Piràmide de població
La piràmide de població per edats i sexe el 2009 era:
| Homes | Edats   | Dones |
| ----- | ------- | ----- |
| 0     | 95 o +  | 8     |
| 0     | 90 a 94 | 12    |
| 12    | 85 a 89 | 28    |
| 4     | 80 a 84 | 24    |
| 40    | 75 a 79 | 28    |
| 32    | 70 a 74 | 28    |
| 44    | 65 a 69 | 64    |
| 32    | 60 a 64 | 20    |
| 28    | 55 a 59 | 28    |
| 20    | 50 a 54 | 44    |
| 64    | 45 a 49 | 36    |
| 56    | 40 a 44 | 56    |
| 36    | 35 a 39 | 36    |
| 28    | 30 a 34 | 48    |
| 32    | 25 a 29 | 24    |
| 44    | 20 a 24 | 32    |
| 64    | 15 a 19 | 36    |
| 40    | 10 a 14 | 48    |
| 48    | 5 a 9   | 68    |
| 32    | 0 a 4   | 56    |

## Economia
El 2007 la població en edat de treballar era de 837 persones, 650 eren actives i 187 eren inactives. De les 650 persones actives 600 estaven ocupades (321 homes i 279 dones) i 50 estaven aturades (23 homes i 27 dones). De les 187 persones inactives 88 estaven jubilades, 60 estaven estudiant i 39 estaven classificades com a «altres inactius».

### Ingressos
El 2009 a Brûlon hi havia 659 unitats fiscals que integraven 1.499 persones, la mediana anual d'ingressos fiscals per persona era de 14.923 €.

### Activitats econòmiques
Dels 90 establiments que hi havia el 2007, 1 era d'una empresa extractiva, 2 d'empreses alimentàries, 1 d'una empresa de fabricació d'elements pel transport, 12 d'empreses de fabricació d'altres productes industrials, 10 d'empreses de construcció, 15 d'empreses de comerç i reparació d'automòbils, 4 d'empreses de transport, 6 d'empreses d'hostatgeria i restauració, 7 d'empreses financeres, 3 d'empreses immobiliàries, 11 d'empreses de serveis, 12 d'entitats de l'administració pública i 6 d'empreses classificades com a «altres activitats de serveis».
Dels 27 establiments de servei als particulars que hi havia el 2009, 1 era una gendarmeria, 1 oficina de correu, 4 oficines bancàries, 2 funeràries, 3 tallers de reparació d'automòbils i de material agrícola, 3 guixaires pintors, 2 fusteries, 2 lampisteries, 2 electricistes, 3 perruqueries, 1 veterinari, 2 agències immobiliàries i 1 saló de bellesa.
Dels 7 establiments comercials que hi havia el 2009, 1 era una botiga de menys de 120 m², 2 fleques, 1 una carnisseria, 1 un drogueria i 2 floristeries.
L'any 2000 a Brûlon hi havia 25 explotacions agrícoles que ocupaven un total de 1.280 hectàrees.

## Equipaments sanitaris i escolars
El 2009 hi havia 1 farmàcia i 2 ambulàncies.
El 2009 hi havia 2 escoles elementals.

## Poblacions més properes
El següent diagrama mostra les poblacions més properes.